# Tempête de neige
Pour les articles homonymes, voir Tempête (homonymie).
Une tempête de neige est un phénomène météorologique produit par une dépression météorologique hivernale importante. Entre la fin de l'automne et le début du printemps, de tels systèmes se forment dans une masse d'air sous le point de congélation et les précipitations tombent sous forme de neige en quantité importante. Ces systèmes couvrent de vastes étendues (dite échelle synoptique). Si la neige, poussée par les vents cause de la poudrerie (Canada français) ou du chasse-neige élevé (France), la visibilité sera fortement réduite et on peut retrouver des conditions de blizzard. Il s'agit d'un sous-ensemble de tempête hivernale.

## Quantités

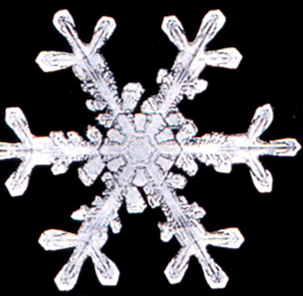
Un flocon de neige est principalement composé d'air.

Les flocons de neige ont une densité bien inférieure à celle de l'eau obtenue lors de leur fonte. En effet, les cristaux de glace qui forment les flocons occupent très peu du volume de ceux-ci. La majorité de celui-ci n'est en fait que l'air entre les branches du flocon. En moyenne, une épaisseur d'un centimètre de neige que l'on fait fondre ne donnera qu'un millimètre d'épaisseur d'eau, soit un rapport de 10 pour 1. Lorsque l'air est très froid, le rapport pourra même atteindre jusqu'à 30 pour 1.
Une tempête de neige peut donc ensevelir une ville sous d'immenses congères mais la quantité d'eau tombée n'est que très faible par rapport à une pluie d'été. Par exemple, une chute de neige qui laisse 20 cm de neige au sol sera plus ou moins équivalente à une pluie de 20 mm, soit une pluie très ordinaire. Les tempêtes de neige se produisent donc dans un environnement relativement sec quand on le compare aux pluies torrentielles tropicales qui peuvent donner plusieurs dizaines, voire des centaines de millimètres de pluie en 24 heures.
La neige peut également être accompagnée de pluie verglaçante ou de grésil, et finalement se changer en pluie, ce qui fera varier les accumulations de neige au sol ainsi que le rapport entre la quantité de neige et l'équivalent en eau. Finalement, les vents vont déplacer la neige pour former des congères à certains endroits et laisser un sol dénudé à d'autres ce qui fait que la mesure des accumulations doit être fait en plusieurs endroits pour obtenir une bonne estimation des quantités tombées.

## Impacts

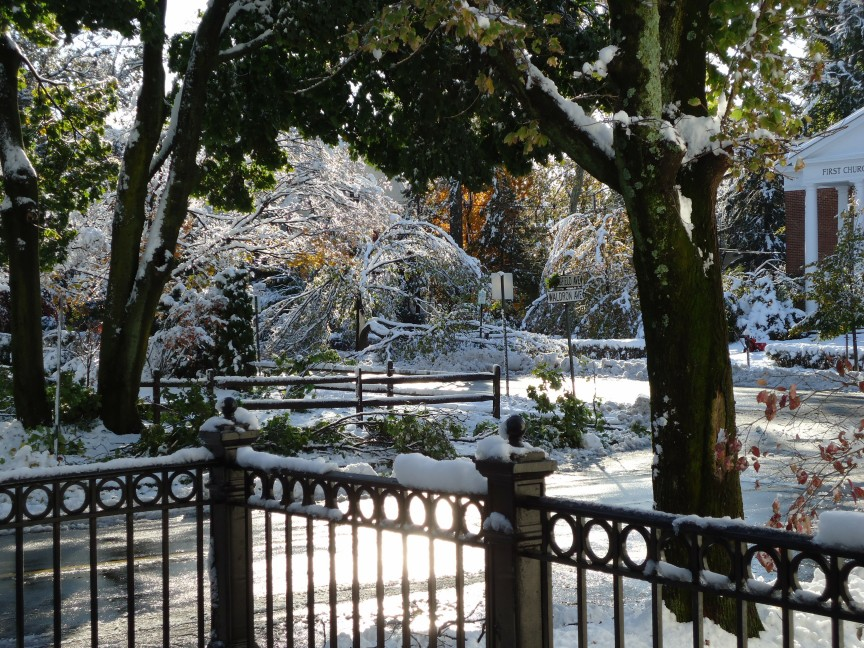
Une tempête de neige tôt en octobre 2011 dans le New Jersey, avant que les feuilles ne soient tombées. La lourde neige mouillée et les vents cassèrent les branches et produisirent des pannes de courant généralisées.

L'impact d'une tempête de neige varie selon l'endroit où elle se produit. Les régions où de tels phénomènes se produisent régulièrement sont équipés pour les surmonter alors que les villes où elles se produisent rarement peuvent être paralysés par quelques centimètres au sol. Par exemple, les villes comme Québec ou Montréal, au Canada, reçoivent de 200 à 400 cm de neige annuellement. Elles ont la machinerie lourde pour l'enlever rapidement et la population sait quoi faire pour éviter les problèmes. Le Service météorologique du Canada n'envoie donc un avertissement de neige abondante pour ces villes que lorsque 15 cm ou plus sont attendus. Par contre, des villes comme Atlanta (Géorgie), Canberra (Australie) ou Vancouver auront un tel bulletin pour des quantités même minimes.  
En général, les impacts vont de nuire à la circulation automobile à la totale paralysie des transports, de l'enneigement des terrains à l'ensevelissement. La visibilité est réduite par les chutes de neige et ceci est encore exacerbé par les vents forts qui sont généralement associés aux tempêtes de neige, produisant des congères et de la poudrerie. Dans les cas extrêmes cela peut conduire à un blanc dehors prolongé les conditions dans lesquelles la visibilité est réduite à quelques mètres seulement. Ces dangers peuvent se manifester même après la fin des chutes de neige en présence de vents forts, car ils vont soulever la neige tombée et réduire la visibilité dans le processus.  Toute personne non préparée qui sera surprise à l'extérieur, peut avoir de la difficulté à trouver son chemin, subira des engelures, perdra son chemin et même la vie si elle ne trouve pas un abri.
Selon le profil de température dans l'atmosphère, la neige peut être humide ou sèche (poudreuse). La neige poudreuse est plus facilement transportée par le vent et s'accumule plus efficacement. La neige humide est plus lourde en raison de la teneur accrue en eau. Des accumulations importantes de neige lourde et mouillée peuvent faire s'effondrer les toits si un déneigement n'est pas effectué rapidement. L'accrétion de neige mouillée sur des surfaces élevées si la neige est suffisamment « collante », ce qui peut causer des dommages importants aux arbres et aux lignes électriques d'une manière similaire à l'accrétion de glace pendant les événements de pluie verglaçante.
D'autres impacts indirects :
- formation de corniches de neige instable en montagne qui peuvent causer des avalanches subséquemment ;
- après un hiver fertile en tempêtes, il y aura un épais manteau de neige au sol qui fondra au printemps. Si la fonte est rapide, parce que la température s'adoucit rapidement, les risques d'inondations seront très grands ;
- le déneigement des entrées et toits par les habitants est un travail ardu. Chaque année, plusieurs personnes souffrent de malaises cardiaques en pelletant et certains en meurent.

### Exemple synoptique
Les tempêtes de neige affectent généralement de grandes étendues car elles sont le résultat de dépressions synoptiques. Ainsi le 4 mars 1971, il est tombé plus 50 cm de neige sur tout l'est du Canada et le nord-est des États-Unis, le tout accompagné de vents violents et de poudrerie dans ce qui est connu au Québec comme la « tempête du siècle ». Dans la seule région de Montréal, 17 personnes sont mortes, les bris aux fils de transport de l'électricité ont privé de courant certains secteurs jusqu'à 10 jours et les vents soufflant à 110 km/h poussèrent des bancs de neige jusqu'au deuxième étage des maisons. En tout, la voirie a dû faire 500 000 voyages de camion de neige pour dégager les artères de la ville,.

### Exemple localisé

Boucle radar montrant le mince corridor en aval du lac Erié lors de la Tempête des Aphids.

Cependant, certaines tempêtes ont un effet très localisé comme dans le cas des bourrasques de neige en aval de plans d'eau non couverts de glace. Par exemple, dans la région des Grands Lacs en Amérique du Nord, de l'air arctique passant au-dessus des lacs donne une situation très instable où se forment des précipitations intenses sur de minces corridors. Il n'est pas rare que de 50 à 100 cm de neige tombe en un endroit dans de telles circonstances mais presque rien à quelques kilomètres plus loin,. La tempête de neige Aphid du 12-13 octobre 2006 a ainsi laissé 60 cm sur la ville de Buffalo, aux États-Unis, mais il n'est tombé que quelques flocons aux chutes du Niagara qui sont tout près. 
Un autre exemple, en une seule tempête du 7 au 9 décembre 2010, autour de London (Ontario), au Canada, il est tombé de 50 à plus de 100 cm de neige le long de minces corridors en aval du lac Huron. Le maximum de 177 cm a été enregistré dans la petite municipalité de Lucan (43° 11′ N, 81° 24′ O). Certaines régions proches, comme Toronto, n'ont pas reçu un seul flocon,.
Ce genre de tempête se retrouve un peu partout le long des côtes à travers les régions froides du globe en hiver et causent les mêmes impacts qu'une tempête à plus large échelle.

## En cas de tempête
Chaque hiver dans les régions tempérées, des tempêtes de neige se produisent. Certaines sont bénignes alors que d'autres peuvent paralyser la vie quotidienne et même causer des dommages. Les autorités gouvernementales suggèrent en général avant le début de la saison de :
- Élaborer un plan d'action familial en décidant des actions de chacun, en gardant à l'esprit que l'on peut être bloqué par la neige pendant quelques jours ;
- Préparer une trousse de premiers secours et de garder des vivres pour plusieurs jours ;
- Se procurer ou remettre en état son équipement hivernal : pelles, bottes, manteaux, pneus à neige, etc.

En cas de tempête imminente : 
- S'informer des prévisions et conditions météorologiques à la radio, à la télévision ou sur internet ;
- Suivre tout message émis par la sécurité civile à propos de mesures supplémentaires à prendre.

- Reporter tout déplacement automobile non indispensable

## Tempête de neige dans l'art et la culture

### Peinture
Plusieurs tableaux ont comme sujet les tempêtes de neige, dont la toile Tourmente de neige en mer (1842) du peintre Joseph Mallord William Turner.

### Littérature
- La Tempête de neige : une nouvelle d'Alexandre Pouchkine.

### Aérospatiale
Créé en 1976, l'URSS lance un programme de vaisseau spatial réutilisable appelé Bourane, soit « tempête de neige » en russe.